# Doddaganni, Channarayapatna
Doddaganni là một làng thuộc tehsil Channarayapatna, huyện Hassan, bang Karnataka, Ấn Độ.